# Империали, Гульельмо
маркиз Гульельмо Империали (итал. Guglielmo Imperiali di Francavilla; 19 августа 1858, Салерно, Кампания — 20 января 1944, Рим) — итальянский дипломат. Посол Италии в Великобритании в период Первой мировой войны.

## Биография
Родился 19 августа 1858 года в Салерно. В 1880 году окончил юридическую школу Неаполя.
В 1882 году поступил на дипломатическую службу, и был отправлен в США. С 1895 года работал в Брюсселе.
С 1901 по 1903 год являлся главой дипломатической миссии Италии в Германии. На этой должности старался содействовать укреплению Тройственного союза. Критиковал правительство Германии за признание Германией Бардоского договора, по которому Франция устанавливала протекторат над Тунисом.
После отставки министра иностранных дел Джулио Принетти был отправлен в Болгарию. С мая 1903 по март 1904 года являлся послом Италии в Болгарии.
В начале 1904 года работал в Белграде.
С 1904 по 1909 год являлся послом Италии в Османской империи.
После Османской империи назначен послом Италии в Великобританию. В мае 1910 года поселился в Лоноде. В Великобритании занимался оправданием участия Италии в итало-турецкой войне и отстаиванием интересов Италии на Балканах на Лондонской мирной конференции 1912—1913 годов.
В декабре 1913 года одновременно с должностью посла Италии в Великобритании стал депутатом Сената Италии.
После начала Первой мировой войны отстаивал позиции нейтралитета Италии. Вёл переговоры с представителями стран Антанты о заключении Лондонского договора 1915 года о вступлении Италии в войну. Подписал договор от имени Италии.
После окончания войны являлся членом итальянской делегации на Парижской мирной конференции. Является одним из подписавших Версальский договор.
В ноябре 1920 года покинул должность посла Италии в Великобритании из-за разногласий с министром иностранных дел Италии Карло Сфорца.
В 1921 году был назначен представителем Италии в Совет Лиги Наций.
Занимался защитой депортированных женщин и детей в результате второй греко-турецкой войны.
После прихода к власти Муссолини в 1922 году стал сторонником оппозиции в вопросах внешней политики.